# Dorothy Roundová Littleová
Dorothy Edith Roundová Littleová (13. července 1908, Dudley, Worcestershire – 12. listopadu 1982, Kidderminster) byla anglická tenistka, ženská světová jednička a dvojnásobná vítězka dvouhry ve Wimbledonu. Singlový titul získala také při své jediné účasti na Australian Open. French Open se nikdy nezúčastnila.
Její největší soupeřkou byla Američanka Helen Willsová Moodyová. Dva wimbledonské tituly z let 1934 a 1937 získala při její turnajové neúčasti.
Podle Wallise Myerse z Daily Telegraphu a Daily Mailu, byla hodnocená v první desítce ženského světového žebříčku v letech 1933 sž 1937, v roce 1934 byla klasifikovaná na 1. místě.
V roce 1986 byla in memoriam uvedena do Mezinárodní tenisové síně slávy.

## Grand Slam – statistika
- Australian Championships
  - Vítězka ženské dvouhry: 1935

- Wimbledon
  - Vítězka ženské dvouhry: 1934, 1937
  - Finalistka ženské dvouhry: 1933
  - Vítězka smíšené čtyřhry: 1934, 1935, 1936

- US Championships
  - Finalistka ženské čtyřhry: 1931

## Finálová utkání na Grand Slamu

### Vítězství (3)
| Rok  | Turnaj                   | Finalistka              | Výsledek      |
| 1934 | Wimbledon                | Helen Hullová Jacobsová | 6–2, 5–7, 6–3 |
| 1935 | Australian Championships | Nancy Lyleová Gloverová | 1–6, 6–1, 6–3 |
| 1937 | Wimbledon                | Jadwiga Jędrzejowska    | 6–2, 2–6, 7–5 |

### Finalistka (1)
| Rok  | Turnaj    | Vítězka                 | Výsledek      |
| 1933 | Wimbledon | Helen Willsová Moodyová | 6–4, 6–8, 6–3 |

## Výsledky na Grand Slamu – dvouhra
| Turnaj                   | 1928  | 1929  | 1930  | 1931  | 1932  | 1933  | 1934  | 1935  | 1936  | 1937  | 1938  | 1939  | Celkově SR |
| ------------------------ | ----- | ----- | ----- | ----- | ----- | ----- | ----- | ----- | ----- | ----- | ----- | ----- | ---------- |
| Australian Championships | A     | A     | A     | A     | A     | A     | A     | W     | A     | A     | A     | A     | 1 / 1      |
| French Championships     | A     | A     | A     | A     | A     | A     | A     | A     | A     | A     | A     | A     | 0 / 0      |
| Wimbledon                | 1k    | 2k    | 3k    | QF    | QF    | F     | W     | QF    | QF    | W     | A     | 4k    | 2 / 11     |
| US Championships         | A     | A     | A     | 3k    | A     | SF    | A     | A     | A     | A     | A     | A     | 0 / 2      |
| SR                       | 0 / 1 | 0 / 1 | 0 / 1 | 0 / 2 | 0 / 1 | 0 / 2 | 1 / 1 | 1 / 2 | 0 / 1 | 1 / 1 | 0 / 0 | 0 / 1 | 3 / 14     |

| Legenda | Legenda                                   | Legenda | Legenda                     |
| ------- | ----------------------------------------- | ------- | --------------------------- |
| SR      | poměr vyhraných turnajů ku všem odehraným | W–L V–P | výhry–prohry                |
| NH      | daný rok se turnaj nekonal                | A       | turnaje se hráč nezúčastnil |
| 1Q / LQ | prohra v (kole) kvalifikace               | 1k / 1R | prohra v daném kole turnaje |
| QF / ČF | prohra ve čtvrtfinále                     | SF      | prohra v semifinále         |
| F       | prohra ve finále                          | Vítěz   | vítězství v turnaji         |